# اصغر قهرمانی
اصغر قهرمانی (زاده ۱۶ اسفند ۱۳۵۰) بازیکن سابق و مربی فوتسال اهل ایران است.
اهل اردبیل،ساکن محله مجیدیه،هم اکنون مربی تیم فوتسال راگاتهران می باشد، متاهل دارای دوفرزند، یک پسر ویک دختر،مصطفی نظری یکی ازبهترین دروازه بانان فوتسال جهان ملقب به صخره سنگی ازپوشیدن شماره دوازده درتیم ملی می گوید ،لیاقت پیراهن شماره یک فقط برای اصغرقهرمانی مجازاست...هم اکنون مربی دسته اولی تیم فوتسال زندی بتون کلاردشت است